# 王鼎 (順治進士)
王鼎，又稱王鼐，字允调，山西長治縣人，清朝政治人物、進士出身。

## 生平
順治三年，登進士，授山东登州府推官，丁忧归，起补袁州府推官，升任江西道、福建道监察御史、两浙巡盐、广东岭西参议道。